# Beba Lončar

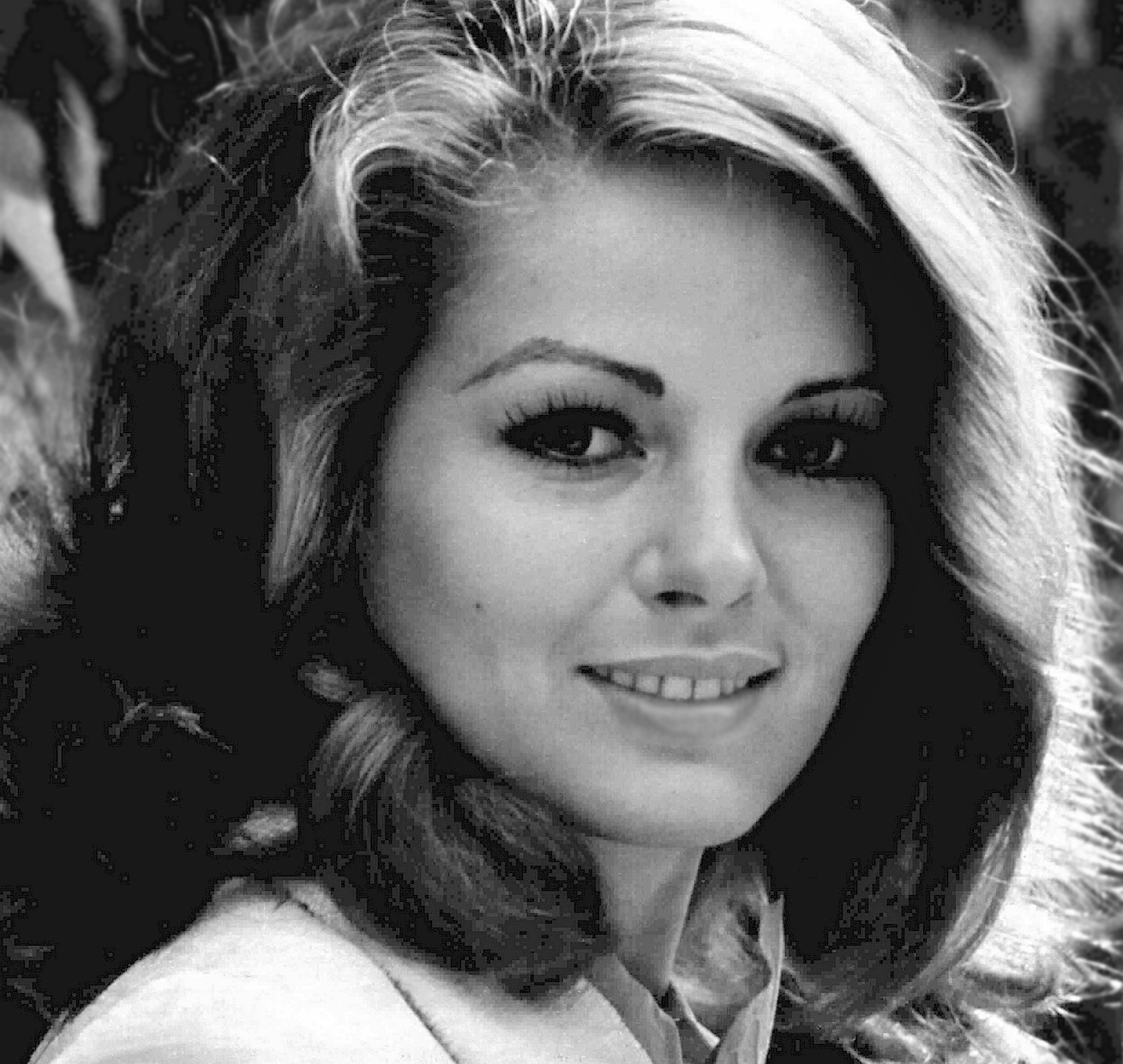
Beba Lončar în 1974

Desanka „Beba” Lončar (în sârbă Десанка „Беба“ Лончар, cu alfabetul latin: Desanka „Beba” Loncear ; n. 28 aprilie 1943, Belgrad, Regatul Iugoslaviei) este o actriță de film sârbă, născută în Belgrad. Printre cele mai cunoscute filme ale sale se numără Corăbiile lungi (1964), Prostănacul (1965) și Doamnelor și domnilor (1966).

## Biografie
Crescând în cartierul Dorćol din Belgrad, Lončar s-a implicat în spectacole de la o vârstă fragedă. La sfârșitul anilor 1950, ea a primit fragmente de vorbire în cadrul programelor pentru copii și tineri de la recentul lansat TV Belgrad. A studiat actoria sub tutela regizorului Soja Jovanović, care ia oferit lui Lončar debutul ei în film, o mică parte necreditată în Diližansa snova (1960).
Pauza de actorie a lui Lončar a venit odată cu distribuția alături de o altă pereche de interpreti de film debutanți, Boris Dvornik, în vârstă de douăzeci de ani și Dušica Žegarac, în vârstă de cincisprezece ani — în Nouă cercuri a lui Štiglic, o poveste despre holocaust produsă de Jadran Film despre o familie de evrei din Zagreb, care avea să obțină un succes critic notabil.
Înainte de lansarea lui Deveti krug, Lončar, în vârstă de șaisprezece ani, a obținut primul ei rol principal, rolul unei tinere frumoase, Sonja Ilić, în comedia pentru adolescenți Dragoste și modă, produsă de Avala Film. Filmul a fost selectat pentru competiție la Festivalul de Film de la Cannes din 1960, cu Lončar și Žegarac, ambele încă eleve de liceu, primind primul gust de strălucire și farmec în timp ce făceau turul festivalului.[1] Câteva luni mai târziu, în august, filmul a câștigat premiul Golden Arena la Festivalul de Film de la Pula din 1960, pe lângă faptul că a devenit candidat oficial iugoslav pentru cel mai bun film străin și a fost nominalizat pentru cel mai bun film străin la cea de-a 33-a ediție a Premiilor Academiei.
Mai târziu, în toamna lui 1960, a apărut filmul Dragoste și modă, creând o senzație care nu s-a văzut până atunci. Adolescentei Lončar i s-a dublat vocea în film de către actrița în vârstă de douăzeci și nouă de ani Olga Stanisavljević. Susținută de o coloană sonoră de muzică pop care și-a atins propria popularitate pe baza piesei „Devojko mala” cântată de Đuza Stojiljković, imaginea obraznică a devenit un hit comercial de succes în Iugoslavia comunistă. Alături de Dušan Bulajić (sr), precum și de vedetele consacrate ale cinematografiei iugoslave Miodrag Petrović Čkalja și Mija Aleksić, frumusețea și farmecul lui Lončar au lăsat o impresie bună asupra publicului general care i-a deschis calea carierei sale cinematografice.
Cu doar două filme la activ, până la sfârșitul anului 1960, profilul cinematografic al lui Lončar, în vârstă de șaptesprezece ani, a fost ridicat peste toate așteptările. Ea a primit apoi rolul principal feminin în debutul regizoral al lui Aleksandar Petrović, drama romantică Dvoje produsă de Avala Film, alături de Miha Baloh și Miloš Žutić. Jucând rolul de fetiță cochetă misterioasă din Belgrad, Jovana Zrnić, ea a primit din nou o mulțime de reacții pozitive în presă. Filmul a marcat, de asemenea, prima dată când Lončar a fost numită oficial folosind porecla ei „Beba” în locul prenumelui, o practică care va fi continuată pentru restul carierei sale.
Cariera lui Lončar în cinematografia italiană a început în 1964, când a fost distribuită de Mauro Bolognini pentru un segmentul din La donna è una cosa meravigliosa, un film din trei episoade. La doar douăzeci și unu de ani s-a mutat la Roma continuând să joace în filme italiene. 
Anul 1965 a fost unul remarcabil pentru Lončar în Italia, deoarece a apărut în șase filme. La începutul primăverii, a avut premiera La Celestina P... R... de Carlo Lizzani, unde a avut un rol considerabil, urmat de un mic rol în Prostănacul de Gérard Oury și unul mai mare în Letti sbagliati de Steno. La sfârșitul verii a apărut în Casanova 70 al lui Mario Monicelli jucând una dintre numeroasele interese amoroase ale lui Marcello Mastroianni din film, urmată de Slalom a lui Luciano Salce, în care Lončar și Daniela Bianchi au apărut ca tandem de ispititoare care își țeseau pânza în jurul duoului de prieteni, ambii căsătoriți, interpretat de Vittorio Gassman și Adolfo Celi. A încheiat anul cu filmul lui Massimo Franciosa, Il morbidone, alături de Paolo Ferrari, Anouk Aimée, Sylva Koscina și Margaret Lee.

## Filmografie selectivă

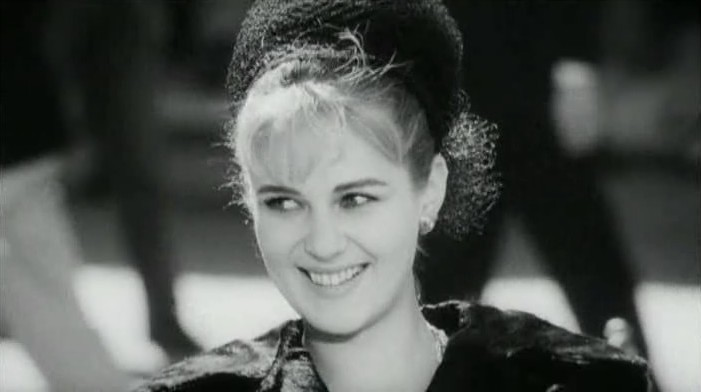
Beba Lončar în filmul Signore & signori (1966) de Pietro Germi

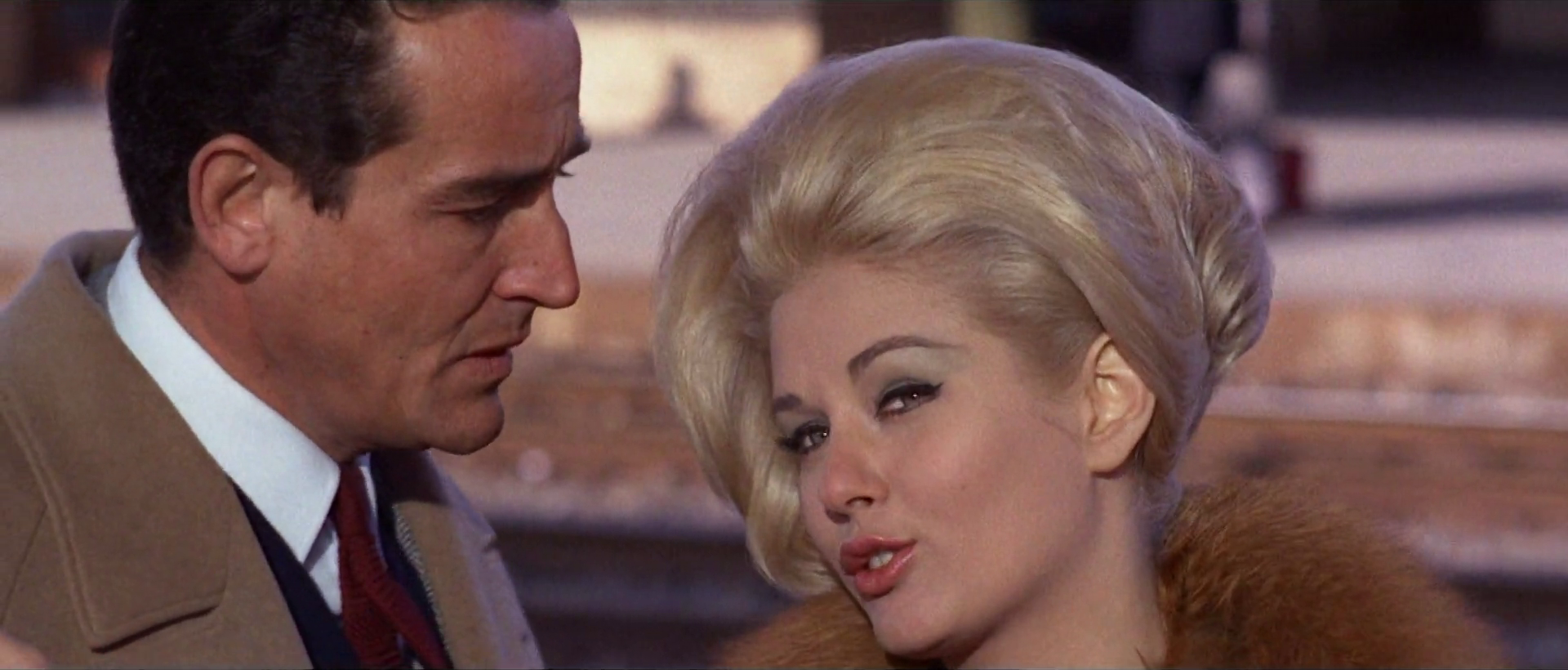
Vittorio Gassman și Beba Lončar în filmul Slalom de Luciano Salce (1965)

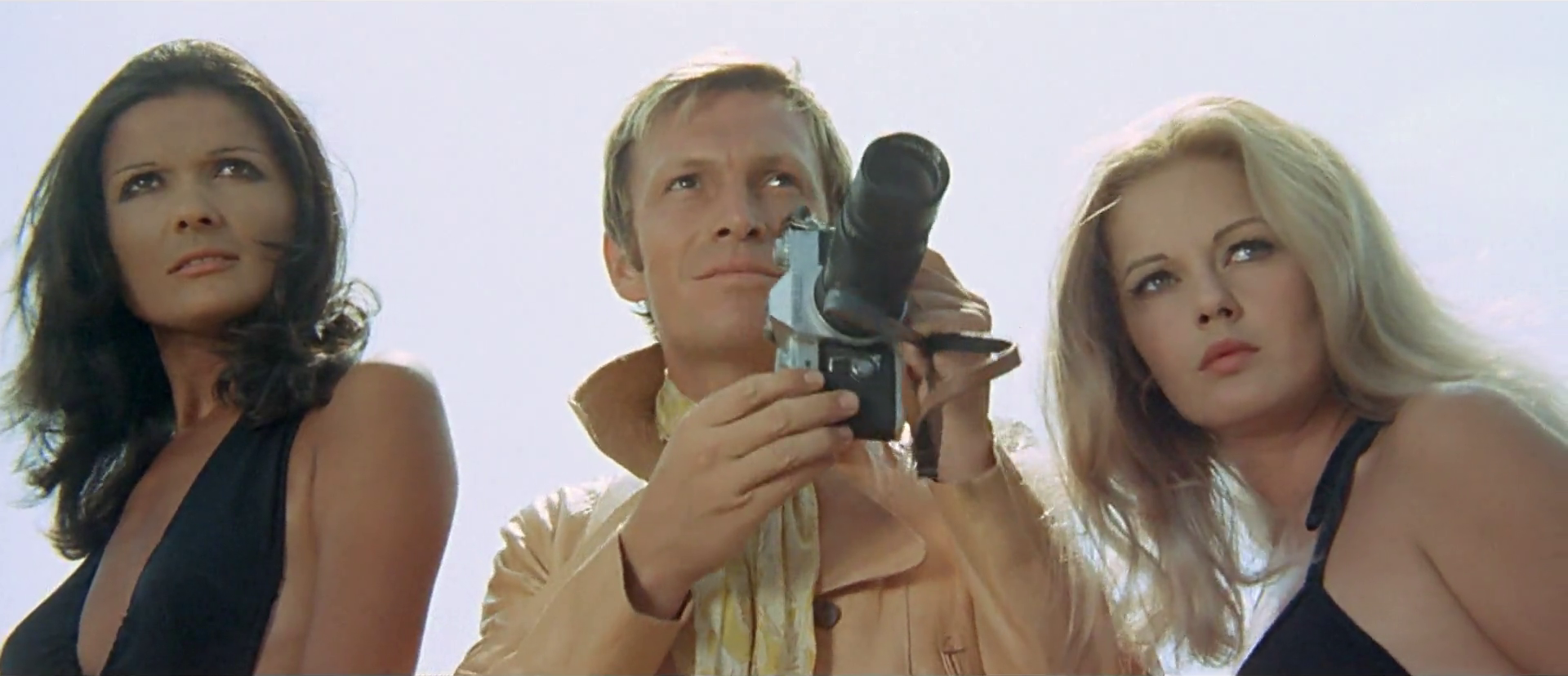
Lončar (dreapta), într-o scenă din filmul Interrabang (1969)

- 1960 Al nouălea cerc (Deveti krug), regia France Štiglic
- 1960 Dragoste și modă (Ljubav i moda), regia Ljubomir Radicevic
- 1961 Două (Dvoje), regia Aleksandar Petrovic
- 1962 Dr, regia Soja Jovanovic
- 1962 Una vergine per il bandito (...und ewig knallen die Räuber), regia Franz Antel
- 1963 Zemljaci, regia Zdravko Randic
- 1964 Corăbiile lungi (The Long Ships), regia Jack Cardiff
- 1964 Un medico accusato (Ein Frauenarzt klagt an), regia Falk Harnack
- 1964 Lito vilovito, regia Obrad Gluscevic
- 1964 Sei pallottole per Ringo Kid (Freddy und das Lied der Prärie), regia Sobey Martin
- 1964 Una donna dolce, dolce, episodul La donna è una cosa meravigliosa, regia Mauro Bolognini
- 1965 La Celestina P... R..., regia Carlo Lizzani
- 1965 Prostănacul (Le Corniaud), regia Gérard Oury
- 1965 Quel porco di Maurizio, episodul Letti sbagliati, regia Steno
- 1965 Casanova '70, regia Mario Monicelli
- 1965 Slalom, regia Luciano Salce
- 1965 Il morbidone, regia Massimo Franciosa
- 1966 Doamnelor și domnilor (Signore & signori), regia Pietro Germi
- 1966 The Boy Cried Murder, regia George P. Breakston
- 1966 All'ombra delle aquile, regia Ferdinando Baldi
- 1966 Il massacro della foresta nera (Hermann der Cherusker - Die Schlacht im Teutoburger Wald), regia Ferdinando Baldi
- 1967 I frutti amari (Fruits amers - Soledad), regia Jacqueline Audry
- 1967 Agente speciale L.K. (Operazione Re Mida) (Lucky, el intrépido), regia Jesús Franco
- 1967 I giorni della violenza, regia Alfonso Brescia
- 1967 Soledad, regia Mario Camus
- 1967 Scusi, facciamo l'amore?, regia Vittorio Caprioli
- 1968 Cover Girl, regia Germán Lorente
- 1968 Rapporto Fuller, base Stoccolma, regia Sergio Grieco
- 1968 Quella carogna dell'ispettore Sterling, regia Emilio P. Miraglia
- 1969 Alcune ragazze lo fanno (Some Girls Do), regia Ralph Thomas
- 1969 Cuore di mamma, regia Salvatore Samperi
- 1969 Sharon vestida de rojo , regia Germán Lorente
- 1969 Interrabang, regia Giuliano Biagetti
- 1970 Pussycat, Pussycat, I Love You, regia Rod Amateau
- 1970 Cerca di capirmi, regia Mariano Laurenti
- 1970 Brancaleone la cruciade (Brancaleone alle crociate), regia Mario Monicelli
- 1972 Terza ipotesi su un caso di perfetta strategia criminale, regia Giuseppe Vari
- 1972 Nicostrato, episodio di Decameron nº 3 - Le più belle donne del Boccaccio, regia Italo Alfaro
- 1972 La ragazza dalla pelle di luna, regia Luigi Scattini
- 1976 Perché si uccidono (La merde), regia Mauro Macario
- 1976 La polizia ordina: sparate a vista, regia Giulio Giuseppe Negri și Yilmaz Atadeniz
- 1976 Ragazzo di borgata, regia Giulio Paradisi
- 1976 Sweet love dolce amore (La donneuse), regia Jean-Marie Pallardy
- 1976 L'ascensore, episodul Quelle strane occasioni, regia Luigi Comencini, Nanni Loy și Luigi Magni
- 1977 Quella strana voglia d'amare, regia Mario Imperoli
- 1977 Gli uccisori, regia Fabrizio Taglioni
- 1979 Pakleni otok, regia Vladimir Tadej
- 1979 Prietenii (Drugarčine), regia Mića Milošević
- 1980 Roma, episodul I seduttori della domenica (Les séducteurs), regia Bryan Forbes, Édouard Molinaro, Gene Wilder și Dino Risi
- 1982 La villa delle anime maledette, regia Carlo Ausino